# Marina Tsvetàieva
Marina Tsvetàieva (rus: Марина Ивановна Цветаева)  (Moscou, 8 d'octubre de 1892 - Ielàbuga, 31 d'agost de 1941), nom complet amb patronímic Marina Ivànovna Tsvetàieva, rus: Мари́на Ива́новна Цвета́ева, fou una poetessa i escriptora russa, considerada entre les més originals del segle xx a Rússia. La seva obra no va ser ben vista per Stalin i el règim bolxevic. La seva rehabilitació literària va iniciar-se en la dècada de 1960. La poesia de Tsvetàieva brolla a partir d'una complicada personalitat de dona excèntrica i d'un disciplinat ús de l'idioma. Entre els temes de l'obra, destaquen la sexualitat femenina i la tensió de les emocions privades de la dona. La figura d'aquesta poetessa, emmarcada malgrat la seva joventut en l'edat de plata de la literatura russa, fa de pont entre dues escoles en principi contradictòries com són la poesia acmeista i el simbolisme rus.

## Infantesa i joventut
Gran part de la poesia de l'autora planta les arrels en una infantesa desplaçada i interrompuda. El seu pare, Ivan Vladímirovitx Tsvetàiev, professor d'història de l'art de la Universitat de Moscou, més endavant fundador del Museu Alexandre III, conegut avui com a Museu Puixkin de Belles Arts. La mare, Maria Aleksàndrovna Mein, era la segona esposa d'Ivan, una dona molt il·lustrada. La mare era una concertista de piano frustrada i un caràcter volàtil. Com que, per part de mare, tenia avantpassats polonesos, Marina es permetria d'estimular la imaginació i identificar-se amb l'aristocràcia polonesa.
Marina Tsvetàieva tenia dos germanastres, Valéria i Andrei, fills de la primera dona d'Ivan, Varvara Dmítrievna Ilovàiskaia (filla de l'historiador Dmitri Ivànovitx Ilovaiski). La seva única germana, Anastassia, va néixer el 1894. Les baralles entre les dues nenes foren freqüents i, de vegades, violentes.
Existia una considerable tensió entre la mare de Tsvetàieva i els fills de Varvara, i el pare mantenia un estret contacte amb la família de Varvara. Maria preferia Anastasia en comptes de Marina. El pare era amable però absolutament absorbit pels estudis i, per tant, distant de la família. També estava profundament enamorat de la primera dona: mai no se'n va recuperar. Maria, d'altra banda, va viure una tràgica relació amorosa abans del matrimoni, de la qual no va acabar de sortir-se'n. Maria Aleksàndrovna desaprovava per complet les inclinacions poètiques de Marina. Volia que la seva filla esdevingués pianista i trobava que la seva poesia era pobra.
L'any 1902 la mare va patir tuberculosi. Gràcies a la creença que un canvi de clima ajudava a guarir la malaltia, la família va marxar a l'estranger fins poc abans de la seva mort el 1906. Van viure a la vora del mar a Nervi, prop de Gènova. Aquí, lluny dels rígids límits de la vida burgesa moscovita, Marina, per primer cop en la seva vida, va poder córrer lliure, escalar penya-segats i fer volar la imaginació amb jocs infantils.
En aquella època hi havia molts revolucionaris russos emigrats a Nervi que, sens dubte, van influir en la impressionable Marina. Els nens van començar a descontrolar-se. Aquesta situació continuaria fins al juny de 1904 quan van enviar Marina a escola a Lausana, Suïssa. Els canvis de residència dels Tsvetàiev van comportar diversos canvis d'escola i, durant aquests viatges, la poetessa va aprendre italià, francès i alemany.
L'any 1908, Tsvetàieva estudiava història de la literatura a la Sorbona de París. En aquest període, es va produir un canvi revolucionari en la poesia russa: l'eclosió del moviment simbolista rus. Aquest moviment donaria color a gran part de l'obra posterior de l'autora. No l'atreia tant la teoria com la poesia i la gravetat que poetes com Andrei Beli i Aleksandr Blok eren capaços de generar. El seu primer recull de poemes, Album del vespre, va aparèixer el 1910, autoeditat. Va captar l'atenció del poeta i crític Maksimilian Voloixin, que Tsvetàieva va descriure, un cop mort, a "Una paraula viva sobre un home viu". Voloixin va visitar Tsvetàieva i no va trigar a esdevenir-ne amic i mentor.

## Relacions professionals i privades
Va començar a passar temps a casa de Voloixin, a la riba del mar Negre, a Koktebel (que vol dir "turó blau"), un conegut refugi d'escriptors, poetes i artistes. Aquí es va enamorar de l'obra d'Aleksandr Blok i Anna Akhmàtova, malgrat que mai va conèixer Blok i Akhmàtova només durant els anys quaranta. En descriure la comunitat de Koktebel, Viktória Xvéitser escriuria: "Aquí va néixer la inspiració".
A Koktebel, Marina va conèixer l'infortunat Serguei Iàkovlevitx Efron, cadet a l'acadèmia d'oficials. Ella tenia dinou anys i ell divuit: es van enamorar immediatament i es van casar el 1912, el mateix any que s'inaugurava, amb tota la cerimònia, el Museu Puixkin, projecte del pare de Marina, amb la presència del Tsar, Nicolau II. L'amor per Efron va ser intens i, tanmateix, això no va evitar que ella visqués afers diversos, per exemple, amb Óssip Mandelxtam, a qui evocaria en un recull de poemes anomenat Fites.
Més o menys en aquesta època, iniciaria una aventura lèsbica amb la poetessa Sofia Parnok, set anys més gran que Tsvetàieva. Les dues dones es van enamorar profundament i aquesta relació va afectar fortament l'obra d'ambdues. Marina tracta la natura ambivalent i tempestuosa d'aquest lligam en un cicle de poemes al qual es referia, de vegades, com L'amic i, de vegades, L'error.
Tsvetàieva i el seu marit van passar molts estius a Crimea fins a la revolució. Van tenir dues filles: Ariadna, o Àlia (nascuda el 1912), i Irina (nascuda el 1917). El 1914, Efron es va oferir voluntari per anar al front. El 1917 era un oficial establert a Moscou amb la 56a Reserva. L'autora seria testimoni directe de la Revolució Russa. Als trens, va entrar en contacte amb russos normals i va quedar impactada per l'ambient de ràbia i violència. Va escriure al seu diari:
En l'aire del compartiment hi suraven només tres paraules com destrals: burgesos, Junkers, sangoneres.
Després de la revolució de 1917, Efron es va unir a l'Exèrcit Blanc i Marina va tornar a Moscou esperant poder-se reunir amb el marit. Va quedar-hi atrapada cinc anys i durant la fam una de les seves filles va morir d'inanició.
Va escriure sis obres de teatre en vers i poemes narratius, entre ells, La donzella del Tsar (1920), i una d'èpica sobre la Guerra Civil, L'acampada dels cignes, on glorificava els qui havien lluitat contra els comunistes. El cicle de poemes en l'estil de diari personal comença el dia de l'abdicació del Tsar Nicolau II, durant març de 1917, i acaba a finals de 1920, quan l'Exèrcit Blanc és finalment derrotat. Els "cignes" del títol fan referència als voluntaris de l'Exèrcit Blanc.
La fam de Moscou va ser un flagell per a la poetessa. La gana i la preocupació en van erosionar l'aspecte. Sense família propera a qui acollir-se, no disposava dels mitjans per mantenir-se ella ni per mantenir les filles. El 1919, va deixar Irina en un orfenat estatal, equivocadament convençuda que allí l'alimentarien millor. Per desgràcia, Irina va morir-hi d'inanició el 1920. La mort de la criatura va provocar gran dolor i penediment a la seva mare. En una carta, va afirmar "Déu m'ha castigat". En aquests anys, Tsvetàieva va mantenir una estreta amistat amb l'actriu Sófia Gol·lidei, per a qui va escriure algunes obres. Anys després escriuria el relat "Póvest o Sónetxke", sobre la relació amb Gol·lidei, que acabaria traint-la.

## Exili
El maig de 1922, Tsvetàieva i Àlia van deixar la Unió Soviètica i es van reunir amb Efron a Berlín. En aquesta ciutat, va publicar els reculls Separació, Poemes a Blok i el poema La donzella del Tsar. L'agost d'aquell mateix any, la família es va traslladar a Praga. Com que no es podien permetre viure a la ciutat, on Efron estudiava ciències polítiques i sociologia a la Universitat Carolina, Tsvetàieva i Ariadna es van instal·lar en un poble fora de la ciutat. A Praga, la poetessa va viure una apassionada història amb Konstantín Boleslàvovitx Rodzévitx, un antic oficial militar. Aquest afer va acabar sent molt conegut entre els cercles d'emigrats i fins i tot per a Efron que en va quedar destruït (queda documentat en una carta que va escriure a Voloixin).
Estava condemnat al desastre i així va anar. La ruptura entre Tsvetàieva i Rodzévitx el 1923 és, amb tota seguretat, la inspiració del sublim Poema del final. Aquesta relació va inspirar, a més, el Poema de la muntanya. En la mateixa època, va començar una relació encara més important: la correspondència entre la poetessa i Borís Pasternak, que s'havia quedat a l'URSS. Els dos no es veurien durant vint anys, però durant una època van estar com enamorats i van mantenir una íntima amistat fins al retorn de l'autora a Rússia.
L'estiu de 1924 Efron i Tsvetàieva van deixar Praga. Van viure algun temps a Jiloviste, abans de traslladar-se a Vsenory, on ella va concloure el Poema del final i on concebria el fill Gueorgui, a qui anomenaria 'Mur'. Tsvetàieva volia batejar-lo com a Boris (per Pasternak); Efron no en volia ni sentir a parlar i va insistir en Gueorgui. Va resultar un nen difícil i exigent. Malgrat tot, la seva mare el va estimar com només ella sabia, com una obsessió. Àlia va quedar relegada immediatament a un paper d'ajudant i confident de la mare i, per tant, li van llevar una gran part de la seva infantesa. A més, el nen no corresponia: com més gran es feia, més difícil i agressiu esdevenia.
El 1925 la família es va establir a París, on passen els següents 14 anys. En aquests anys Efron contrau la tuberculosi, per completar les dificultats de la família. Marina rebia una minsa pensió del govern txec, que oferia suport financer als artistes i escriptors que haguessin viscut a Txecoslovàquia. A més, intentava guanyar diners amb lectures i venent les seves obres. Cada vegada escrivia més prosa perquè es va adonar que hi guanyava més que amb la poesia.
Tsvetàieva no se sentia bé en el cercle exburgès de París, entre escriptors russos exiliats. Malgrat que havia escrit poemes apassionadament partidaris de l'Exèrcit Blanc durant la Revolució, els altres exiliats la tenien per poc anti-soviètica i que les seves crítiques al règim soviètic eren vagues. La criticaven especialment per escriure una carta d'admiració al poeta soviètic Vladímir Maiakovski. De resultes d'aquesta carta, el diari dels emigrats Les darreres notícies, on Tsvetàieva havia col·laborat sovint, va refusar radicalment de publicar-ne cap més text. Va trobar algun consol amb la correspondència amb altres escriptors, com ara Boris Pasternak, Rainer Maria Rilke, la poeta txeca Anna Teskova i els crítics D. S. Mirski i Aleksandr Bakhrakh.
Contemporàniament, el marit de Tsvetàieva desenvolupa sentiments de simpatia envers el règim soviètic i s'enyorava de Rússia. Tanmateix, no les tenia totes, tenint en compte el seu passat de soldat de l'Exèrcit Blanc. Finalment, per idealisme o per captar l'acceptació dels comunistes, va esdevenir un espia de l'NKVD, el precedent del KGB. Àlia estava d'acord amb ell i es va allunyar progressivament de la seva mare. L'any 1937, va tornar a la Unió Soviètica.
Aquell mateix any, Efron també va haver de tornar a Rússia. La policia francesa l'havia inculpat en l'assassinat del dissident soviètic Ignaty Reyss el setembre de 1937, en una pista de muntanya prop de Lausana. Després de la fugida d'Efron, la policia va interrogar Tsvetàieva, però, confosa per les preguntes, va acabar llegint-los traduccions al francès dels seus poemes. La policia en va concloure que estava alterada i que no sabia res de l'assassinat.
No sembla que Marina Tsvetàieva hagués esbrinat que el seu marit era un espia ni fins a quin punt ell estava implicat. No obstant això, se la va considerar responsable de les accions del marit i la van marginar a París en saber-se que ell feia part de l'NKVD. La Segona Guerra Mundial havia convertit Europa en un lloc tan insegur i hostil com Rússia. Tsvetàieva va entendre que no tenia més opcions.

## Retorn a la Unió Soviètica
El 1939, acompanyada del seu fill, van tornar a la Unió Soviètica. No va poder imaginar els horrors que l'esperaven. A la Rússia de Stalin, qualsevol que hagués viscut a l'estranger era sospitós, igual que tots els que pertanyien a la intel·liguèntsia abans de la Revolució. La germana de l'autora va ser arrestada abans de la tornada de Tsvetàieva: malgrat que Anastassia Tsvetàieva va sobreviure al període estalinista, les dues germanes no es van tornar a veure. La poeta va descobrir que li havien tancat totes les portes. Va trobar algunes feinetes per traduir poesia, però, en general, els escriptors soviètics establerts no van voler ajudar-la. Asséiev, que ella esperava que l'ajudés, es va amagar, tement per la seva vida i posició.
Efron i Àlia van ser arrestats per espionatge. Es va descobrir que el promès d'Àlia era en realitat un agent de l'NKVD que tenia la missió d'espiar la família. Efron va ser afusellat el 1941 i Àlia va passar vuit anys a la presó. Tots dos van ser exculpats després de la mort de Stalin. El 1941, Tsvetàieva i el seu fill van ser evacuats a Ielàbuga, mentre la major part de famílies d'escriptors de la Unió Soviètica eren evacuats a Txístopol. Tsvetàieva no tenia mitjans per mantenir-se a Ielàbuga i el 24 d'agost de 1941 va marxar cap a Txístopol buscant feina desesperadament. El 26 d'agost del mateix any, Marina Tsvetàieva i el poeta Valentín Parnak van sol·licitar l'ajut del fons de literatura soviètica per treballar a la cantina d'aquesta institució. Parnak va ser acceptat com a porter, però el permís de residència de Tsvetàieva a Txístopol va ser revocat i va haver de tornar a Ielàbuga el 28 d'agost. El 31 d'agost de 1941, encara a Ielàbuga, Tsvetàieva es va penjar. La van enterrar al cementiri de la ciutat dos dies després, però no se sap exactament on es troba la tomba. S'ha rumorejat sovint que no es va suïcidar (sembla que agents de l'NKVD van entrar a la casa i la van forçar a suïcidar-se). No s'ha pogut corroborar aquesta versió.
En aquesta ciutat, es pot visitar la casa museu de Tsvetàieva, a més d'un monument a la poeta. El museu acull la nota de comiat de l'autora, escrita just abans de morir.

## Obra
En un poema que va escriure el 1913 s'hi perceben els seus dots profètics:
Escampats per les llibreries, enfosquits per la pols i el temps,
Mai vistos, mai buscats, mai oberts ni venuts,
Els meus poemes s'assaboriran com els vins més rars -
Un cop envellits.
En canvi, la seva poesia va ser molt admirada per poetes com Valeri Briússov, Maksimilian Voloixin, Óssip Mandelxtam, Borís Pasternak, Rainer Maria Rilke i Anna Akhmàtova. Avui dia és força reconeguda (el poeta Joseph Brodsky figura entre els màxims defensors de l'obra poètica de l'artista russa). Tsvetàieva és, principalment, una poeta lírica, ja que la seva veu lírica se sent clarament dins la seva poesia narrativa.
Les peces líriques formen deu reculls (les peces que no s'han recollit donarien per, com a mínim, un altre volum). Els dos primers reculls mostren la temàtica en el títol: Album del capvespre (Vetxerni albom, 1910) i La llanterna màgica (Volxebni fonar, 1912). Els poemes són estampes d'una infantesa tranquil·la i una joventut en un entorn de classe mitjana moscovita. Reflecteixen un considerable domini dels elements estilístics formals.
El talent de l'autora es va desenvolupar ben aviat i es va veure influït, sens dubte, pels contactes que va tenir a Koktebel. Es posa en relleu en els dos reculls següents: Fites (Viorsti, 1921) i Fites: Llibre primer (Viorsti, Vípusk I, 1922).
Hi ha tres elements de l'estil madur de Tsvetàieva que es manifesten en els reculls de Fites. En primer lloc, Tsvetàieva data els poemes i els publica cronològicament. Per exemple, els llibres de Fites: Llibre primer, es van escriure el 1916 i s'acaben revelant com un diari en vers. En segon lloc, hi ha tres cicles de poemes que formen una seqüència cronològica regular dins dels poemes individuals, cosa que demostra que certs temes demanaven un major desenvolupament. Un cicle anuncia el tema global del llibre, es tracta de "Poemes de Moscou". Els altres dos cicles estan dedicats a poetes. "Poemes a Akhmàtova" i "Poemes a Blok" (que surten en un volum a part, Poemes a Blok, Stikhí k Bloku, el 1922). En tercer lloc, Fites demostra la qualitat dramàtica de la poeta i la seva capacitat per adoptar el punt de vista de diversos personatges dins del drama.
El recull titulat Separació (Razluka, 1922) havia de contenir el primer llarg poema narratiu de Tsvetàieva, "En un cavall vermell" (Na kràsnom koné). El poema és un pròleg a tres pomes narratius més entre 1920 i 1922. Les quatre composicions narratives es basen en arguments del folklore. Tsvetàieva admet les seves fonts en els títols de les obres més llargues: "La noia-Tsar: Un poema conte de fades" (Tsar-devitsa: Poema-skazka, 1922) i "El promès", amb el subtítol "Un conte de fades" (Molodets: skazka, 1924). El quart poema folklòric es titula "Camins" (Pereúlotxki, publicat el 1923 en el recull Remesló), i és el primer que es considera incomprensible car es tracta, fonamentalment, d'un paisatge sonor del llenguatge.
El recull Psique (Psikheia, 1923) inclou un dels cicles més coneguts de l'autora, "Insomnia" (Bessónnitsa), a més del poema "El campament dels cignes" (Lebedini stan, Stikhí 1917-1921, publicat el 1957). Es tracta d'una exaltació de l'Exèrcit Blanc.
Més endavant, com a emigrada, els darrers reculls lírics de l'autora es van publicar a l'estranger. Ofici (Remesló, 1923) a Berlín i Després de Rússia (Posle Rossii, 1928) a París. Els seguiran els vint-i-tres poemes "berlinesos", el panteístic "Arbres" (Deróvia), "Cables" (Provodà) i "Parelles" (Dvoie), a més del tràgic "Poetes" (Poeti). Després de Rússia inclou el poema "Lloança dels rics" (Khvalà bogàtim), on el to contestatari de Tsvetàieva es barreja amb la seva inclinació per la sàtira sense compassió.
El 1924, Tsvetàieva va escriure el "Poema del final", on es descriu una passejada per Praga i pels ponts d'aquesta ciutat. Sembla que es tracta de la passejada final que havia de fer amb el seu amant Konstantin Rodzévitx. Tot el que s'hi narra és una predicció. En els primers versos hi ha escrit el futur:
Un únic pal, un punt de llauna
rovellada al cel
indica el lloc del destí cap a on
ens movem, ell i jo
Un cop més, els poemes anuncien els esdeveniments futurs. Entre aquests se sent la veu de la Tsvetàieva d'orientació clàssica, per exemple, en cicles com "La sibil·la", "Fedra" i "Ariadna". Les heroïnes dissortades que tant admirava Tsvetàieva reapareixen en dues obres de teatre en vers: Teseu-Ariadna (Tezei-Ariadna, 1927) i Fedra (Fedra, 1928). Les dues peces formen part d'una trilogia incompleta amb el títol La ràbia d'Afrodita.
La veu satírica de Tsvetàieva té un paper secundari respecte a la veu lírico-poètica. Diversos poemes satírics figuren entre els més coneguts: "El tren de la vida" (Póezd jizni) i "La cançó dels escombriaires" (Polotiórskaia), tots dos part de Després de Rússia, i El caça-rates (Krissolov, 1925-1926), un llarg conte folklòric. L'objectiu de la sàtira és tot el
 qualsevol mesquinesa i la petita burgesia. Es desferma contra una criatura tan avorrida la venjativa i sobrehumana energia dels treballadors (tant manuals com creatius). En un quadern, la poeta va escriure: "La cançó dels escombriaires: moviment general: els escombriaires furguen en una casa, fan una foguera a la porta... Què es carreguen? Carrincloneria, confort, escalfor, ordre... Olors: encens, pietat. Passat. Ahir... La força creixent de l'amenaça és molt més potent que el clímax".
El poema que Tsvetàieva descrivia com a lirítxeskaia satira, El caça-rates, es basa lliurement en la llegenda del Flautista d'Hamelin. Aquest poema, anomenat també El flautista, és considerat per alguns experts el millor treball de la poeta. En part, era també un homenatge al poema Die Wanderatten de Heinrich Heine. Aquesta obra va aparèixer, en lliuraments, a la revista d'exiliats Vólia Rossii els anys 1925-1926, encara en procés de redacció. No es publicaria a la Unió Soviètica fins després de la mort de Stalin el 1956. El protagonista, el Flautista d'Hamelin, salva una ciutat de les hordes de rates i, tot seguit, s'emporta també els nens dels vilatans com a resposta a llur ingratitud. Com en altres narracions folklòriques, la història del caçador de rates neix indirectament de nombroses veus que passen de la invectiva al pathos desplegant un ampli vol líric.
Els darrers deu anys d'exili de l'autora, de 1928 al retorn a casa el 1939, van ser sobretot una dècada de prosa. Tanmateix, això es deu a la necessitat econòmica i no pas a una tria voluntària.

## Traduccions
En català, la seva poesia l’han traduït Maria Mercè Marçal, amb la col·laboració de l'escriptora i traductora Monika Zgustová; i la també poeta Laia Martínez i López, que va rebre el Premi de traducció Vidal Alcover 2021.
Edicions de 1984 ha publicat les proses El diable i altres relats (2012), en traducció de Miquel Cabal Guarro i els poemes de Fites (2023), en traducció de Laia Malo.
Annie Bats va publicar, el 2016, la seva traducció de la carta El meu germà femení: carta a l'Amazona, publicada a Barcelona per Roure Edicions. Xènia Dyakonova va traduir el llibre El meu Puixkin.
El compositor rus Dmitri Xostakòvitx va traslladar sis poemes de Tsvetàieva a la música. La compositora russo-tàrtara Sofía Gubaidúlina va crear un Homenatge a Marina Tsvetàieva que reprenia els seus poemes.